# NGC 3872
NGC 3872 (другие обозначения — UGC 6738, MCG 2-30-33, ZWG 68.60, PGC 36678) — эллиптическая галактика (E5) в созвездии Лев.
Этот объект входит в число перечисленных в оригинальной редакции «Нового общего каталога».